# Dread (foro de internet)
Dread es un foro de discusión similar a Reddit de la dark web que alberga noticias y discusiones sobre mercados de la darknet. El administrador del sitio utiliza el alias "Paris".

## Historia
Es un espacio de discusión popular, siendo el sucesor de DeepDotWeb como un sitio de noticias para la discusión sobre la actividad de cuerpos policiales en los mercados y el fraude en éstos. Se tornó relevante después de que Reddit removiera varias comunidades de discusión de mercados de la dark web. El sitio tenía 12,000 usuarios registrados a tres meses de ser lanzado, y 14,683 usuarios para junio de 2018.
En septiembre de 2019, después de aproximadamente una semana de inactividad por mantenimiento, el dispositivo de hombre muerto de HugBunter fue activado.
En su celebración por el segundo aniversario del sitio, HugBunter dio a conocer las estadísticas del sitio. Cuenta con 121,194 cuentas de usuario, 93,285 publicaciones disponibles, 658,119 comentarios, 574 comunidades activas, y 5 comunidades removidas o expulsadas.

## Actividades
En mayo de 2019 un moderador de Wall Street Market publicó la dirección IP pública de este sitio a Dread, lo cual tuvo potencialmente como consecuencia el fraude del mercado y su cierre, poco después. Información robada es vendida en ocasiones en Dread. El sitio contiene guías detalladas sobre la manufactura de narcóticos ilegales. El cierre de Dream Market fue anunciado en Dread. Se han efectuado varios ataques de denegación de servicio en el sitio y en varios mercados de la dark web con la explotación de una vulnerabilidad en el protocolo de Tor.